# Carlisle (Indiana)
Carlisle és una població dels Estats Units a l'estat d'Indiana. Segons el cens del 2000 tenia 2.660 habitants.

## Demografia
Segons el cens del 2000, Carlisle tenia 2.660 habitants, 286 habitatges, i 193 famílies. La densitat de població era de 1.901,9 habitants per km².
Dels 286 habitatges en un 32,2% hi vivien nens de menys de 18 anys, en un 51% hi vivien parelles casades, en un 12,2% dones solteres, i en un 32,5% no eren unitats familiars. En el 30,1% dels habitatges hi vivien persones soles el 15,4% de les quals corresponia a persones de 65 anys o més que vivien soles. El nombre mitjà de persones vivint en cada habitatge era de 2,4 i el nombre mitjà de persones que vivien en cada família era de 3.
Per edats la població es repartia de la següent manera: un 7% tenia menys de 18 anys, un 17,9% entre 18 i 24, un 53,9% entre 25 i 44, un 16,2% de 45 a 60 i un 5% 65 anys o més.
L'edat mediana era de 34 anys. Per cada 100 dones de 18 o més anys hi havia 756,1 homes.
La renda mediana per habitatge era de 29.875 $ i la renda mediana per família de 36.250 $. Els homes tenien una renda mediana de 28.207 $ mentre que les dones 20.682 $. La renda per capita de la població era de 12.822 $. Entorn del 12% de les famílies i el 13,4% de la població estaven per davall del llindar de pobresa.

## Poblacions més properes
El següent diagrama mostra les poblacions més properes.